# Elecciones a la Asamblea de la Isla Nieves de 2013
Las elecciones a la Asamblea de la Isla Nieves de 2013 tuvieron lugar el 22 de enero del mencionado año con el objetivo de renovar los cinco escaños electos de la Asamblea de la Isla Nieves, que junto a los tres miembros designados ejercerían sus funciones por el período 2013-2018. Se trató de las octavas elecciones que tenían lugar en Nieves desde la independencia de la Federación de San Cristóbal y Nieves en 1983, lo que además había otorgado autonomía a la isla y devenido en la creación de la Asamblea.
Los comicios se realizaron tan solo un año y medio después de las anteriores elecciones tras la disolución anticipada de la Asamblea solicitada por el Premier Joseph Parry, del Partido Reformista de Nieves (NRP), luego de que el Tribunal de Apelaciones del Caribe Oriental anulara los resultados en la circunscripción de Saint John Figtree, que el NRP había ganado por escaso margen en las anteriores elecciones en medio de acusaciones de fraude por supresión de votantes, dejando al oficialismo sin mayoría legislativa para seguir gobernando frente al opositor Movimiento de los Ciudadanos Responsables (CCM), liderado por el expremier Vance Amory. Ante la perspectiva de una esperable derrota en la elección complementaria, el gobierno del NRP resolvió adelantar la votación general. Parry centró su discurso en defender su gestión y criticar a Amory y al candidato del CCM en Saint John Figtree, Mark Brantley, denunciando que no estaban interesados en trabajar para Nieves sino en provocar inestabilidad. La oposición compitió con una plataforma centrada en la transparencia gubernamental.
La participación cayó a un 75,35% del electorado registrado, aunque la ampliación del electorado y la inclusión de los votantes que se habían visto privados de hacerlo en la elección anterior facilitó que más personas pudieran votar. Cuatro de los cinco parlamentarios en ejercicio (incluyendo Parry y Amory) fueron reelectos en sus escaños con porcentajes similares a los de 2011, mientras que Brantley obtuvo un triunfo contundente con el 54,10% de los votos válidos. Esto facilitó que el CCM lograse la victoria con un 53,81% de los votos en toda la isla y tres de los cinco escaños contra el 46,19% y dos escaños del NRP. De este modo, el CCM puso fin a seis años y medio de gobierno del NRP y retornó al poder. Amory fue juramentado como Premier de Nieves al día siguiente.

## Sistema electoral
La Isla Nieves forma parte de la Federación de San Cristóbal y Nieves, la federación más pequeña del mundo y un sistema federal atípico en el que Nieves goza de importante autonomía mientras que el gobierno central se ubica en la más grande isla de San Cristóbal, que no goza de administración local propia. Como una democracia parlamentaria basada en el sistema Westminster, la Administración de la Isla Nieves se compone de una Asamblea local electa y un gabinete encabezado por un Premier responsable ante la misma. La Asamblea se compone de ocho escaños, de los cuales cinco son elegidos directamente por la población por medio de escrutinio mayoritario uninominal. Cada una de las cinco parroquias de Nieves (Saint Paul Charlestown, Saint John Figtree, Saint George Gingerland, Saint James Windward y Saint Thomas Lowland) actúa como circunscripción electoral y elige un miembro de la Asamblea por voto directo a simple mayoría de votos, con un mandato máximo de cinco años. El líder del partido que logre la confianza de tres miembros electos asume como Premier de Nieves, mientras que el líder de la fuerza opositora con más escaños asume como líder de la Oposición. Los otros tres miembros de la Asamblea son designados después de la elección por el Gobernador general de San Cristóbal y Nieves, dos a propuesta del Premier y uno a propuesta del líder de la Oposición.

## Resultados

### Nivel general
|  | 53.81 % |

|  | 46.19 % |

|  | 99.42 % |

|  | 0.58 % |

|  | 100.00 % |

|  | 75.35 % |

### Resultados por circunscripción
|  | 53.32 % |

|  | 46.68 % |

|  | 99.93 % |

|  | 0.07 % |

|  | 100.00 % |

|  | 73.30 % |

|  | 54.10 % |

|  | 45.90 % |

|  | 99.02 % |

|  | 0.98 % |

|  | 100.00 % |

|  | 82.14 % |

|  | 78.52 % |

|  | 21.48 % |

|  | 99.13 % |

|  | 0.87 % |

|  | 100.00 % |

|  | 61.07 % |

|  | 56.32 % |

|  | 43.68 % |

|  | 99.71 % |

|  | 0.29 % |

|  | 100.00 % |

|  | 96.94 % |

|  | 73.29 % |

|  | 26.71 % |

|  | 99.85 % |

|  | 0.15 % |

|  | 100.00 % |

|  | 47.79 % |